# WikkaWiki
WikkaWiki, oft zu Wikka verkürzt, ist eine freie Wiki-Software, die in PHP programmiert ist. Zur Speicherung der Daten wird eine MySQL-Datenbank verwendet.

## Geschichte
Der Vorgänger WikkaWikis war das Projekt WakkaWiki. Dessen Entwickler hatten es 2003 vorläufig und 2004, nach einer kurzzeitigen Wiederbelebung der Webseite, endgültig eingestellt. Da engagierte Benutzer Patches, Verbesserungsvorschläge und Erweiterungen veröffentlicht hatten, kam es zu der Bildung von mindestens sechs Abspaltungen. Eine davon ist WikkaWiki, dessen erste Version, unter Beibehaltung der Versionsnummerierung von WakkaWiki, am 16. Mai 2004 erschien.

## Ziel
Das Ziel der Entwickler ist, wie schon bei dem Vorgänger WakkaWiki, ein schnelles, leicht erweiterbares und nicht überfrachtetes Programm zu schaffen. Dies soll dadurch erreicht werden, dass der Funktionskern des WikkaWiki klein gehalten wird, während es dem Betreiber möglich ist, sein Wiki durch den Einsatz von „actions“ (plugins) und „handlern“ (auf eine Seite anwendbare Befehle wie zum Beispiel das Duplizieren des Seiteninhalts auf eine andere Seite) an seine Erfordernisse anzupassen.

## Funktionen
WikkaWiki ist die erste Wiki-Software, die die Möglichkeit der Einbindung von (FreeMind) Mind-Maps in Wikiseiten bietet. Daneben ist es möglich Bilder, Flash, RSS und HTML einzubinden. Zugriffs-, Schreib- und Kommentarrechte können für jede Seite individuell festgelegt werden. Bei dem Editieren einer Seite ist es möglich, einen GUI-Editor zu benutzen. WikkaWiki stellt für jede Seite einen RSS-Feed bereit, daneben je einer für die zuletzt geänderten Seiten und die zuletzt kommentierten Seiten. Die Integration von GeSHi macht eine Syntaxhervorhebung für 68 verschiedene Programmier-/Auszeichnungssprachen möglich.

## Kritik
Als Schwäche wird von vielen Benutzern die fehlende Lokalisierung angesehen – das Programm wird derzeit nur in englischer Sprache zum Herunterladen angeboten.